# Гней Тремеллий Флакк
Гней Треме́ллий Флакк (лат. Gnaeus Tremellius Flaccus; умер после 202 года до н. э.) — римский политический деятель, претор 202 года до н. э.
Гней Тремеллий впервые упоминается в источниках в связи с событиями 205 года до н. э. Тогда он был квесторием (бывшим квестором) и участвовал в посольстве, доставившем в Рим из фригийского Пессинунта олицетворение Матери Богов. В 203 году до н. э. Флакк занимал должность плебейского эдила. Завоевав любовь народа благодаря организованным им играм, он добился своего избрания претором на следующий год. В качестве претора Гней управлял Сицилией.